# Bimbo (Repubblica Centrafricana)
Bimbo (oppure Bimo) è una subprefettura della Prefettura di Ombella-M'Poko, nella Repubblica Centrafricana.